# Claude Durand (sculpteur glypticien)
 (janvier 2024).
Pour les articles homonymes, voir Claude Durand (homonymie).
Claude Durand né à Suresnes le 27 mai 1927 et mort à Brunoy le 31 mai 2022 est lapidaire, glypticien-lithoglyphe, sculpteur et créateur de bijoux.

## Biographie
En 1942, Claude Durand débute son apprentissage dans l’atelier familial de glyptique. Sa mère Joséphine Bozzacchi , nièce de Giuseppina Bozzachi, tient son savoir-faire de son père et le transmet à son mari Henri Durand Pery lithographe et artiste peintre. L’atelier travaille pour de grands joaillers, en particulier la maison Cartier.
Il suit les cours à L’École Nationale Supérieure des Beaux-Arts de Paris et voyage fréquemment en Bretagne avec son frère Daniel du Janerand  qui l’initie à la peinture. En 1947, un voyage d’études artistiques en Italie l’incite à poursuivre le dessin et la peinture. Tout en travaillant les gemmes il écoute assidument les cours retransmis par Radio Sorbonne, se passionne pour le théâtre, le cinéma et la musique.
À partir de 1957, il réalise des panneaux en mosaïques de pierres dures fragmentées incluses sous résine polyester qui donne lieu à un dépôt de brevet en janvier 1959 et seront exposés au Salon des artistes décorateurs (SAD) en 1965.
Leon Grinberg, antiquaire et amateur d’art, fondateur du magasin A la Vieille Russie à Paris le soutien dans la poursuite de ses propres créations en pierres dures : sculptures et bijoux.
Il ouvre son propre atelier au 14-16 Passage des soupirs Paris 20ème en 1963.
En 1977 et 1979 il collabore avec Daniel Alcouffe à l’observation de la collection de gemmes du département des objets d’Art au musée du Louvre.
Il participe à la création de l'association E.P.O.C. (Etudes et Propositions d’Orfèvrerie Contemporaine) avec Jean Dinh Van, Henri Gargat, Gilles Jonemann sous l'égide de Marie Zisswiller. Le groupe organise de 1979 à 1984 des symposiums sur le bijou de création.
Il enseigne à l'Institut Français de Restauration des Œuvres d'Art (IFROA) dans le quartier des Gobelins à Paris de 1983 à 1990.
Particulièrement intéressé par la purpurine, matière utilisée par le joaillier Fabergé, il retrouve le procédé de fabrication grâce à des recherches qu'il fait effectuer par la Société Française de Céramique (SFC). 

## Récompenses
- 1982 - Grand Prix National des métiers d’art décerné par Jack Lang[3].

## Collection publique
- Musée des Arts Décoratifs de Paris - Sculpture « Formule vectorielle (Un ; Zéro)-(Quatre ; Huit) »

## Expositions
- 1963, 1967, 1970, 1983, 1985, 1988 - « Ammonites », « Lithoglyphes », « Pierres, peintres, poètes », « Rencontres », « Fenêtres de curiosités » à la Galerie Michel Cachoux, 16 rue Guénégaud, Paris[4].
- 1978 « Artisans créateurs » à la Galerie Bernheim Jeune au 27 av. Matignon à Paris, sculptures : jaspe vert, jaspe rouge, septarie, ammonite[5].
- 1980 artiste invité par le centre Georges Pompidou à Exempla 80 à Munich.
- 1980 « Les métiers de l’art » par François Mathey Musée des Arts Décoratifs Paris[6].
- 1980 La Curia du Louvre Bijoux 80[7],[8].
- 1981 « Bijoux de créateurs » Galerie Marie Zisswiller[9].
- 1981 à 1984 Salons des Réalités Nouvelles[10],[11],[12],[13].
- 1983 « D'or et de diamant... » au Printemps Haussmann[14].
- 1984 « Sculpture pour un corps » à la Maison des arts de Belfort[15].
- 1986 Les métiers d’arts français contemporains à l'Hôtel de la Monnaie[16].
- 1989-1990 « Le bijou céramique » au Musée de Carouge à Genève et Museum Bellerive à Zürich[17].
- 1991 « Arts insolites » au Musée de Brunoy, Essonne.
- 1994 Portes ouvertes des ateliers de Ménilmontant à Paris.